# Politologisk Forening
Politologisk Forening (PF) er en studenterforening på Institut for Statskundskab ved Aarhus Universitet.
Foreningen blev stiftet i 1979 af blandt andre den nu afdøde samfundsdebattør Tøger Seidenfaden, der også har siddet i foreningens bestyrelse. Den oprindelige tanke med stiftelsen af Politologisk Forening var at skabe et diskussionsforum uafhængigt af partipolitiske interesser. Siden da har foreningen udviklet sig til – udover at afholde faglige arrangementer af forskellig art – også at tage sig af sociale og festlige arrangementer. Blandt andet står Politologisk Forening for afholdelse af de ca otte årlige fester på instituttet og danner således ramme om de sociale aktiviteter på instituttet
Ydermere ejer Politologisk Forening en tredjedel af Samfundsfaglig Fredagsbar, der drives i samarbejde med Juridisk Selskab og den for Psykologisk Instituts studenterforeningsmæssige pendant.
Politologisk Forening har ca. 600 medlemmer og en bestyrelse bestående af 13 personer, som varetager foreningens daglige drift og befolker bestyrelsens udvalg. Bestyrelsen er på valg hvert år, og almindelig praksis er, at bestyrelsesmedlemmer kun sidder et år eller to.
Politologisk Forening vandt Kapsejladsen 2014.

## Nuværende bestyrelse

### 2025-2026
| Post             | Navn                        |
| ---------------- | --------------------------- |
| Kasserer         | Asger Rygaard-Sørensen      |
| Kasserer         | Mette Just Paulsen          |
| Koordination     | Line Dahl Rasmussen         |
| Koordination     | Marie Fischlein Rønning     |
| Koordination     | Søren Vosgerau              |
| Festligt Udvalg  | Mads Emil Kjærgaard Fischer |
| Festligt Udvalg  | Nicklas Fries               |
| Studietursudvalg | Simon Krogsgaard Jensen     |
| Studietursudvalg | Fie Grell Göttler           |
| Fagligt Udvalg   | Magnus Heide Vind           |
| Fagligt Udvalg   | Laura Christine Germansen   |
| Socialt Udvalg   | Dagmar Løvenhøj             |
| Socialt Udvalg   | Julie Graff                 |

## Slogans
Hver bestyrelse vælger desuden sit eget slogan.
Det nuværende slogan er PF - Upartisk Partypolitik
| År        | Slogan                              |
| --------- | ----------------------------------- |
| 2017-2018 | Bureaukratiets sidste vogtere       |
| 2018-2019 | Fuldmægtig eller mægtigt fuld?      |
| 2019-2020 | Kan modstå alt, undtagen fristelser |
| 2020-2021 | Policyevaluerer din fredag          |
| 2021-2022 | Parlamentarisk partystarter         |
| 2022-2023 | Bureaukratisk Basarm                |
| 2023-2024 | Teknokratisk Technoparty            |
| 2024-2025 | Upartisk Partypolitik               |
| 2025-2026 | Uniparkens Hegemon                  |

## Tidligere bestyrelser

### 2024-2025
| Post             | Navn                        |
| ---------------- | --------------------------- |
| Kasserer         | Esther Marie Enig           |
| Kasserer         | Jacob Green-Pedersen        |
| Koordination     | Julie Petz Christensen      |
| Koordination     | Mads Emil Kjærgaard Fischer |
| Festligt Udvalg  | Sebastian Paulsen           |
| Festligt Udvalg  | Jakob Grøn                  |
| Festligt Udvalg  | Naja Linke Dideriksen       |
| Studietursudvalg | Mette Just Paulsen          |
| Studietursudvalg | Mads Houmann Holst          |
| Fagligt Udvalg   | Asger Rygaard-Sørensen      |
| Fagligt Udvalg   | Peter Axelsen               |
| Socialt Udvalg   | Line Dahl Rasmussen         |
| Socialt Udvalg   | Jeppe Langballe Pilgaard    |

### 2023-2024
| Post             | Navn                    |
| ---------------- | ----------------------- |
| Kasserer         | Valdemar Christensen    |
| Kasserer         | Clara Tatiana Gjelstrup |
| Koordination     | Maria Egebjerg Maegaard |
| Koordination     | Emma Møllebjerg Stanley |
| Festligt Udvalg  | Sebastian Paulsen       |
| Festligt Udvalg  | Valdemar E. Hvam        |
| Festligt Udvalg  | Viktoria Guldmann       |
| Studietursudvalg | Anna Adelborg           |
| Studietursudvalg | Esther Marie Enig       |
| Fagligt Udvalg   | Jacob Green-Pedersen    |
| Fagligt Udvalg   | Daniel Jakobsen         |
| Socialt Udvalg   | Thomas Andreasen        |
| Socialt Udvalg   | Julie Petz Christensen  |

### 2022-2023
| Post             | Navn                    |
| ---------------- | ----------------------- |
| Kasserer         | Anders Riise            |
| Kasserer         | Ida Gardel              |
| Koordination     | Jonas Mylin Christensen |
| Koordination     | Valdemar Christensen    |
| Festligt Udvalg  | Jacob Johanson          |
| Festligt Udvalg  | Mai Braae               |
| Festligt Udvalg  | Jonas Haase             |
| Studietursudvalg | Nicolai Holm            |
| Studietursudvalg | Jonatan Bahat           |
| Fagligt Udvalg   | Mikkel Brøchner Hansen  |
| Fagligt Udvalg   | Nathalie Zahle          |
| Social Udvalg    | Gustav Bo Hansen        |
| Social Udvalg    | Thor Christian Sørensen |

### 2021-2022
| Post             | Navn                       |
| ---------------- | -------------------------- |
| Kasserer         | Marius Klansø              |
| Kasserer         | Lisa Wang Heilskov         |
| Koordination     | Asger Carøe Sørensen       |
| Koordination     | Jacob Johansson            |
| Festligt Udvalg  | Anders Streubel-Kristensen |
| Festligt Udvalg  | Sofie Runge Bertelsen      |
| Festligt Udvalg  | Esben Suhr Nielsen         |
| Studietursudvalg | Jacob Daugaard             |
| Studietursudvalg | Katharina Thorup           |
| Fagligt Udvalg   | Mikkel Koed                |
| Fagligt Udvalg   | Clara Tatiana Gjelstrup    |
| Social Udvalg    | Ida Gardel                 |
| Social Udvalg    | Anders Riise               |

### 2020-2021
| Post             | Navn                        |
| ---------------- | --------------------------- |
| Kasserer         | Trine Kloppenborg           |
| Kasserer         | Morten Vildbrad Kristiansen |
| Koordination     | Anne Toftdahl Pedersen      |
| Koordination     | Lisa Wang Heilskov          |
| Festligt Udvalg  | Emina Krak                  |
| Festligt Udvalg  | Mikkel Bøhne                |
| Festligt Udvalg  | Thomas Bang                 |
| Studietursudvalg | Marius Klansø               |
| Studietursudvalg | Sofus Brun                  |
| Fagligt Udvalg   | Maria Ladefoged             |
| Fagligt Udvalg   | Andreas Mustakas            |
| Social Udvalg    | Anders Streubel-Kristensen  |
| Social Udvalg    | Oluf Á Heygum Bærentsen     |

### 2019-2020
| Post             | Navn                        |
| ---------------- | --------------------------- |
| Kasserer         | Christian Willum Travis     |
| Kasserer         | Toke Utoft Kristensen       |
| Koordination     | Emilie Grønbæk Larsen       |
| Koordination     | Sofie Fogh-Andersen         |
| Fagligt Udvalg   | Viktor Burkal Simonsen      |
| Fagligt Udvalg   | Anne Toftdahl Pedersen      |
| Fagligt Udvalg   | Julie Brath Vinge           |
| Studietursudvalg | Lukas Markus Overgaard      |
| Studietursudvalg | Magnus Asmussen             |
| Festligt Udvalg  | Holger Lindhardtsen         |
| Festligt Udvalg  | Emina Krak                  |
| Social Udvalg    | Trine Kloppenborg Jørgensen |
| Social Udvalg    | Kamilla Burskov Kjærgaard   |

### 2018-2019
| Post             | Navn                           |
| ---------------- | ------------------------------ |
| Kasserer         | Jesper Sommer Jensen           |
| Kasserer         | Johanne Amdrup Neimann Thomsen |
| Koordination     | Bo Vittrup Simonsen            |
| Koordination     | Marie Bjertrup Laursen         |
| Fagligt Udvalg   | Oliver Musoke                  |
| Fagligt Udvalg   | Mia Møhring Larsen             |
| Fagligt Udvalg   | Christian Willum Travis        |
| Studietursudvalg | Holger Lindhardtsen            |
| Studietursudvalg | Mikkel Terkelsen               |
| Festligt Udvalg  | Thor Mondrup Møller            |
| Festligt Udvalg  | Jeppe Wissing                  |
| Social Udvalg    | Anton Rivall Andersen          |
| Social Udvalg    | Henriette Diernisse            |

### 2017-2018
| Post             | Navn                            |
| ---------------- | ------------------------------- |
| Kasserer         | Jakob Schmidt Andersen          |
| Kasserer         | Johan Hemming Kruse Rasmussen   |
| Koordination     | Sofie Riber Albrechtsen         |
| Koordination     | Johanne Amdrup Neimann Thomsen  |
| Fagligt Udvalg   | Mads Thinggaard Esbensen        |
| Fagligt Udvalg   | Kristoffer Zwergius Christensen |
| Studietursudvalg | Mathias Elias Bay               |
| Studietursudvalg | Andreas Munk-Hansen             |
| Festligt Udvalg  | Emil Thomas Kielgast            |
| Festligt Udvalg  | Mikkel Dupont Elvstrøm          |
| Festligt Udvalg  | Jesper Sommer Jensen            |
| Social Udvalg    | Cille Birkmann Nielsen          |
| Social Udvalg    | Jakob Højholt                   |